# Căpâlna de Sus
Căpâlna de Sus – wieś w Rumunii, w okręgu Marusza, w gminie Mica. W 2011 roku liczyła 160 mieszkańców.